# نورونها
نورونها (بالبرتغالية: Noronha‏) مواليد 25 سبتمبر 1918 في بورتو أليغري - الوفاة 27 يوليو 2003 في ساو باولو، كان لاعب كرة قدم برازيلي كان يلعب في مركز الدفاع. سبق له أن لعب في كأس العالم لكرة القدم مع منتخب بلاده في مونديال 1950.

## المسيرة الاحترافية

### أندية لعب لها
- غريميو بورتو أليغرينزي
- نادي فاسكو دا غاما
- نادي ساو باولو
- جمعية بورتوغيزا الرياضية

## روابط خارجية
- نورونها على موقع الاتحاد الدولي (مؤرشف)  (الإنجليزية)
- نورونها على موقع ناشيونال فوتبول تيمز (الإنجليزية)
- نورونها على موقع Soccerway.com (الإنجليزية)
- نورونها على موقع عالم كرة القدم.نت (الإنجليزية)